# Nárada-purana
El Nárada-purana es uno de los dieciocho Puranas (textos sagrados hinduistas).

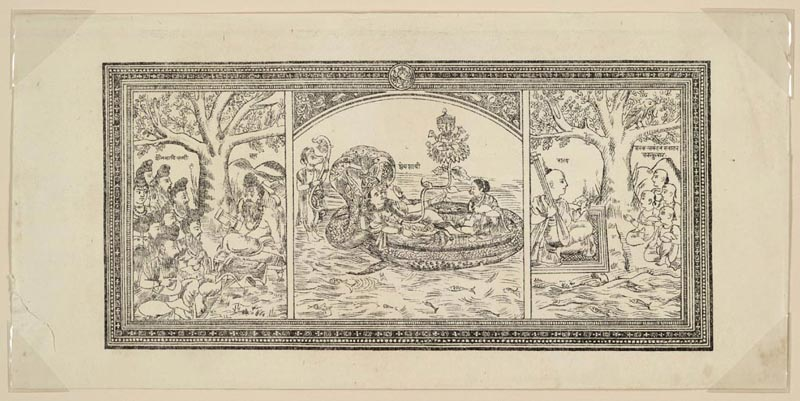
En esta figura del Naradía-majá-puranam se ve a Viasa enseñando a los sabios (izquierda); a Visnú acostado sobre Sesa Naga con Laksmí (centro) y al sabio volador Nárada enseñando a sus discípulos (derecha).

Se considera un suplemento del Padma-purana.
Es poco extenso, y la mayor parte del texto se considera un agregado muy reciente y poco relevante.
Trata principalmente acerca del dharma (deber) mundano.
- nāradapurāṇa en el sistema AITS (alfabeto internacional para la transliteración del sánscrito).
- नारदपुराण en escritura devanagari del sánscrito.
- Pronunciación: /nárada purána/.[1]
- Etimología: ‘la leyenda de [contada por] Nárada’, siendo nārada el nombre de un mítico sabio volador hinduista, y puraná: ‘lo antiguo’, leyenda.[1]

La parte más interesante de este Purana es el «Vaisnava-majá-tantra» (‘gran tantra visnuista’), que explica en detalle muchos rituales y el proceso de culto al dios Visnú.
Las ediciones impresas de este texto lo dividen en dos partes.
La primera parte, que incorpora todo el Brijad-naradía-purana consiste en 125 capítulos.
Los capítulos 92 a 109 contienen información detallada sobre el contenido de los dieciocho Puranas principales existentes.
La segunda parte consiste en 82 capítulos.

## Narraciones del «Nárada-purana»
El Naradía-purana contiene algunas de las historias más famosas de la India, que son bien conocidos y que aparecen en otros Puranas también (se desconoce en cuál Purana aparecieron por primera vez, debido a que la cronología de las escrituras hinduistas es complicada).

### Leyenda de Markandeia
Markandeia (‘hijo de Mrikandu’) había nacido con la gracia del dios Visnú. Llegó a ser un importante devoto de Visnú y compuso un Purana, conocido como Markandeia-purana. Visnú le concedió la bendición de que Markandeia viviera eternamente, hasta el punto de que incluso sobrevivió al pralaia (destrucción del universo).
Esta historia difiere de la narración que aparece en el Linga-purana, más antiguo, que indica que Markandeia era devoto de Shivá y venció a la muerte por la gracia del este dios.